# Decisive Battles of World War II: Ardennes Offensive
Decisive Battles of World War II: Ardennes Offensive — военная пошаговая стратегическая компьютерная игра, первая часть серии игр «Decisive Battles of World War II». Была разработана компанией Strategic Studies Group и выпущена Strategic Simulations, Inc. 9 июня 1997 года для персональных компьютеров. Сюжет игры повествует об Арденнской операции 1944—1945 годов.

## Сюжет
Игра содержит 6 отдельных сценариев и полную кампанию на 64 хода, включающую в себя все события наступления на Арденны. Сюжет игры основан на событиях Второй мировой войны, происходивших с декабря 1944 по январь 1945 года в Арденнах на юге Бельгии, когда Германия начала наступление с целью разгромить англо-американские войска и изменить ход войны.

## Игровой процесс
Ardennes Offensive представляет собой пошаговый гексагональный варгейм, в котором впервые используется разработанная Strategic Studies Group система «Decisive Battles of World War II». Игровые действия производятся на двухмерной карте местности. Боевые единицы в игре — полки, обозначенные прямоугольниками разных цветов с флагами и пиктограммами. Весь игровой интерфейс управляется мышью методом Point-and-click. В отличие от многих игр жанра, ход не делится на фазу движения и фазу огня. Обе фазы совмещены в одну.

## Отзывы
Тим Кобб из журнала Computer Gaming World поставил игре 4 звезды из 5 возможных, похвалив искусственный интеллект, интерфейс и исторический реализм. Из негативных аспектов игры он отметил неполную и слишком сложную документацию.
Обозреватель сайта GameSpot Скотт Крол поставил игре 6.8 баллов из 10, написав в целом положительный отзыв. Слабой стороной игры, по его мнению, является бедная и неприглядная графическая составляющая. При этом он отметил, что за неприятной графикой скрывается превосходная боевая система и очень хороший искусственный интеллект.